# Vixsinusia kuranella
Vixsinusia kuranella är en fjärilsart som beskrevs av Hans Georg Amsel 1970. Vixsinusia kuranella ingår i släktet Vixsinusia och familjen mott. Inga underarter finns listade i Catalogue of Life.